# 메가마리
메가마리 -마리사의 야망-(MegaMari -魔理沙の野望-)은 황혼 프론티어에서 2006년에 출시한 동방 프로젝트 2차 창작 게임으로, 록맨 게임의 시스템을 채용한 게임이다.

## 시스템
플레이어 캐릭터는 키리사메 마리사와 앨리스 마가트로이드이며, 각 스테이지의 보스를 격파하면 보스의 능력을 습득해서 사용할 수 있다. 단, 마리사와 앨리스가 얻는 능력이 서로 다르다.

## 아이템 일람
| 보스                   | 마리사            | 앨리스               |
| ---------------------- | ----------------- | -------------------- |
| 하쿠레이 레이무        | 음양 스트라이크   | 호밍 아뮬렛          |
| 치르노                 | 아이스 발칸       | 화이트 로즈 클래스터 |
| 이자요이 사쿠야        | 사우전드 나이브즈 | 퀵 실버              |
| 레밀리아 스칼렛        | 레드 매직         | 블러디 크로스        |
| 콘파쿠 요우무          | 고스트 커터       | 롤링 슬래시          |
| 사이교지 유유코        | 버터플라이 스트림 | 리인카네이션 고스트  |
| 레이센 우동게인 이나바 | 싸이코 미사일     | 메탈 새크리파이스    |
| 야고코로 에이린        | 블랙 로터스       | 포스 크라이시스      |

이밖에도 스테이지 4개를 클리어하면 마리사는 마법의 빗자루를, 앨리스는 상해인형을 얻게 된다.

## 같이 보기
- 슈퍼 마리사 랜드
- 마리사와 6개의 버섯